# Torre de l 'Aigua de Chicago
La Torre de l'Aigua de Chicago (en anglès, Chicago Water Tower) és una propietat contribuïdora situada en el districte històric Old Chicago Water Tower District. Està situada en el 806 North Michigan Avenue, a la zona comercial de Magnificent Mile, a l'àrea comunitària Near North Side de Chicago, Illinois, Estats Units.
La torre es va construir per albergar una gran bomba d'aigua, destinada a extreure aigua del Llac Michigan; ara és una galeria d'art de l'Oficina de Turisme de Chicago. La torre de l'aigua de Chicago és la segona torre de l'aigua més antiga dels Estats Units, després de la Torre de l'Aigua de Louisville a Louisville, Kentucky.

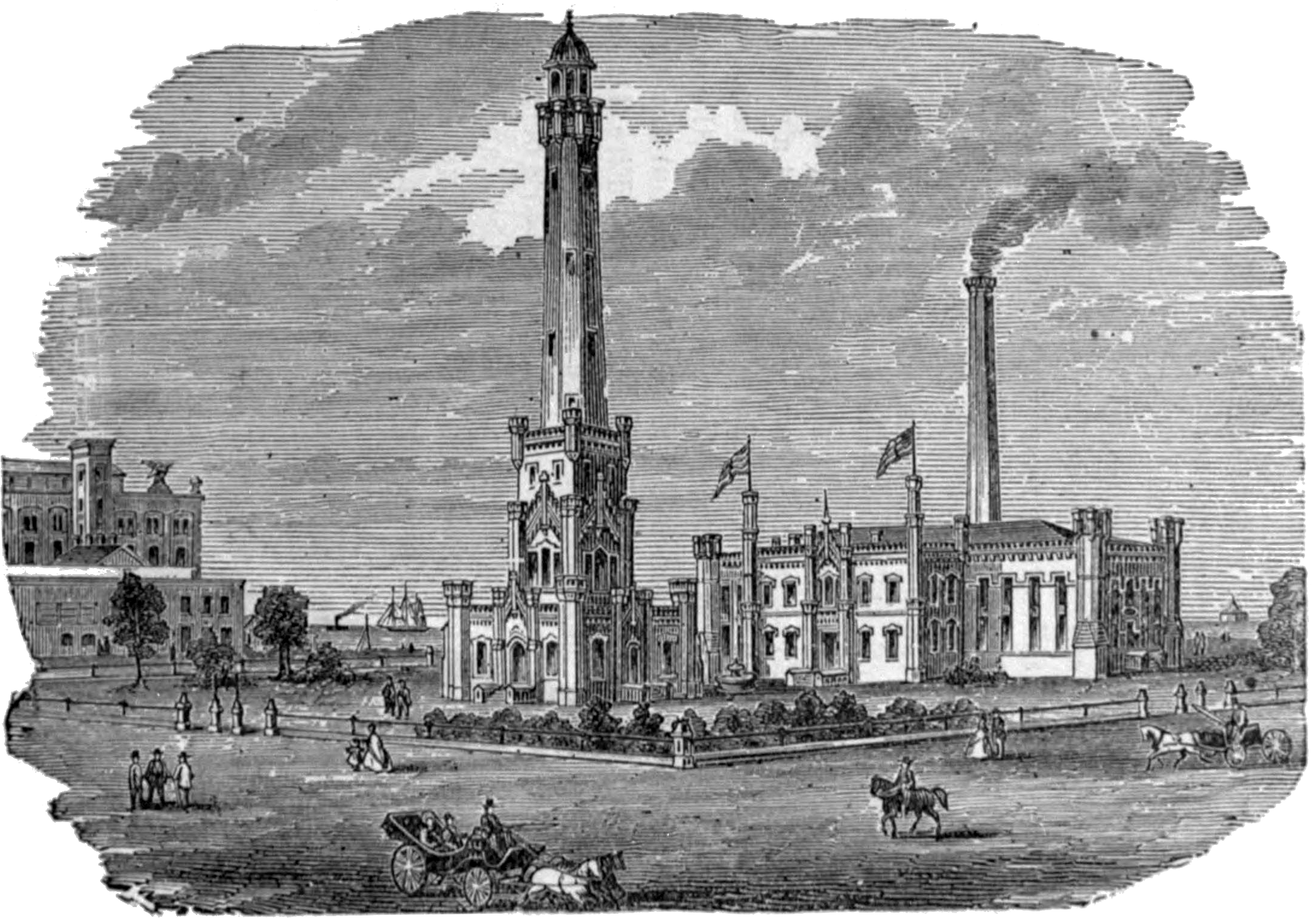
La torre de l'aigua de Chicago i l'estació de bombament de Chicago Avenue, circa 1886

## Història
La torre fou construïda l'any 1869 per l'arquitecte William W. Boyington amb carreus de calcària groguenca de Joliet. Té 47 metres d'altura. Dins de la torre hi havia un tub vertical de 42 m d'altura per bombar aigua. A més d'utilitzar-se per apagar incendis, la pressió del tub es podia regular per controlar sobrecàrregues d'aigua de la zona. Juntament amb l'adjacent Estació de Bombament de Chicago Avenue, treia aigua neta del Llac Michigan a través d'estacions en el llac que recullen aigua de prop del fons i proveeixen l'estació de bombament.

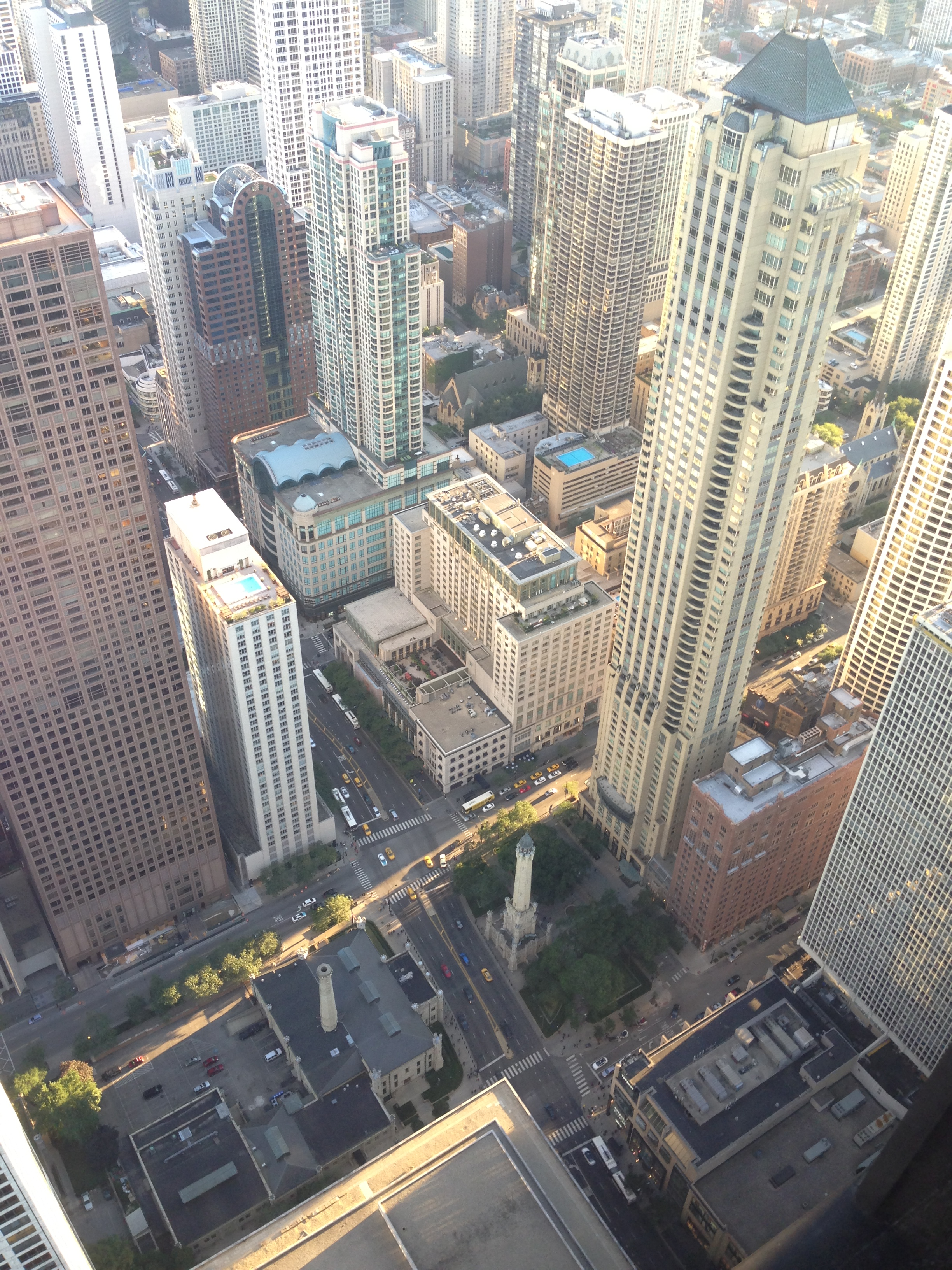
La torre juntament amb altres gratacels de la zona

La torre va adquirir protagonisme després del gran incendi de Chicago de l'any 1871. Encara que alguns creuen incorrectament que la torre va ser l'únic edifici que va sobreviure a l'incendi, en realitat van sobreviure alguns altres edificis juntament amb la torre. La torre va ser l'únic edifici públic de la zona incendiada que va sobreviure, i és una de les poques estructures que van sobreviure que segueix en peus. En els anys posteriors de l'incendi, la torre s'ha convertit en un símbol de l'antic Chicago i de la recuperació de la ciutat de l'incendi. L'any 1918, quan es va eixamplar Pine Street, es va alterar el projecte perquè la torre tingués una ubicació destacada.
La torre ha estat renovada dues vegades. La primera renovació es va realitzar en tres anys, entre 1913 i 1916. En aquesta renovació es van substituir molts blocs de calcària. La segona renovació es va realitzar l'any 1978. Va consistir principalment en canvis interiors amb alguns canvis menors en l'exterior de l'edifici.
L'edifici no ha estat admirat universalment. Oscar Wilde va dir que semblava "una monstruositat amb vespers enganxats pertot arreu," encara que va admirar la disposició i moviment de la maquinària de bombament a l'interior. L'estil semblant a un castell de la torre va inspirar el disseny de molts restaurants White Castle. La torre es va designar American Water Landmark en 1969. L'any 2004, va aparèixer a la final de The Amazing Race 6.

## Actualitat
La Torre de l'Aigua de Chicago ara és una galeria d'art pertanyent a l'Oficina de Turisme de Chicago coneguda com la City Gallery in the Historic Water Tower. Compta amb el treball de fotògrafs i artistes locals i cineastes.